# 五位塚剛
五位塚 剛（ごいつか つよし、1954年（昭和29年）6月30日 - ）は、日本の政治家。鹿児島県曽於市長（3期）、曽於市議会議員、末吉町議会議員などを歴任した。

## 来歴
鹿児島県曽於市出身。末吉町立光神小学校、末吉町立諏訪中学校卒業。1973年（昭和48年）3月、宮崎県立都城工業高等学校機械科卒業。同年4月、電気設備会社に就職。1976年（昭和51年）9月、空調設備会社に転職。1983年（昭和58年）6月、同社を退社。1984年（昭和59年）1月、有限会社五位塚冷暖房サービスを開業。
1987年（昭和62年）7月、末吉町議会議員に就任。計4回当選。
2005年（平成17年）7月1日、末吉町は財部町、大隅町と合併し、曽於市となり消滅。同年7月、曽於市議会議員に就任。
2009年（平成21年）7月26日に行われた曽於市長選挙に日本共産党公認で出馬するも、現職の池田孝に敗れ落選。同年11月15日に行われた曽於市議選に出馬し当選。
2013年（平成25年）7月21日に行われた曽於市長選挙に再び挑む。市が胡摩地区に計画する公園整備事業に反対する市民団体の支持を受け、無所属で出馬。自由民主党・公明党の推薦を受けた現職の池田孝を破り初当選した（五位塚：11,871票、池田：10,168票）。投票率は66.83％だった。7月31日、市長就任。これにより九州地区で唯一の日本共産党籍のある現職首長が誕生した。
2017年（平成29年）7月23日投開票の市長選挙では日本共産党は離党したものの、民主市政継続の意思は示し、元市議の今鶴治信を破り再選（五位塚：11,492票、今鶴：8,927票）。投票率は64.47％。
2021年（令和3年）7月18日投開票の市長選挙で元市議の上村龍生を破り3選。
2025年7月20日投開票の市長選で4選を目指したが、新人で元市職員の竹田正博に敗れ落選。